# لويس أورتيغا ألفاريز
لويس أورتيغا ألفاريز (بالإسبانية: Luis Ignacio Ortega Álvarez)‏ هو محامي وباحث ورجل قضاء وقاضي إسباني، ولد في 14 يناير 1953 في مدريد في إسبانيا، وتوفي بنفس المكان في 15 أبريل 2015 بسبب نوبة قلبية.